# Limburgo (ciudad)
Limburgo (en alemán y  neerlandés: Limburg) es una población localizada en la provincia de Lieja, Valonia, Bélgica. 
El 1 de enero de 2019 Limburgo tenía una población total de 5.912 habitantes. La superficie total era de 24.63 km² que da una densidad de población de 241 habitantes por km². La presente municipalidad de Limburgo fue formada en 1944 por la fusión de las antiguas municipalidades de Limburgo, Bilstain y Goé. 
La segunda parte del nombre Limburgo proviene de burg que significa "fortaleza", que es común en muchas partes de Europa donde se hablan lenguas germánicas o se han hablado históricamente. Concerniente a la primera parte del nombre existen varias teorías. Una de ellas es que proviene de lint que significa "dragón".

## Historia

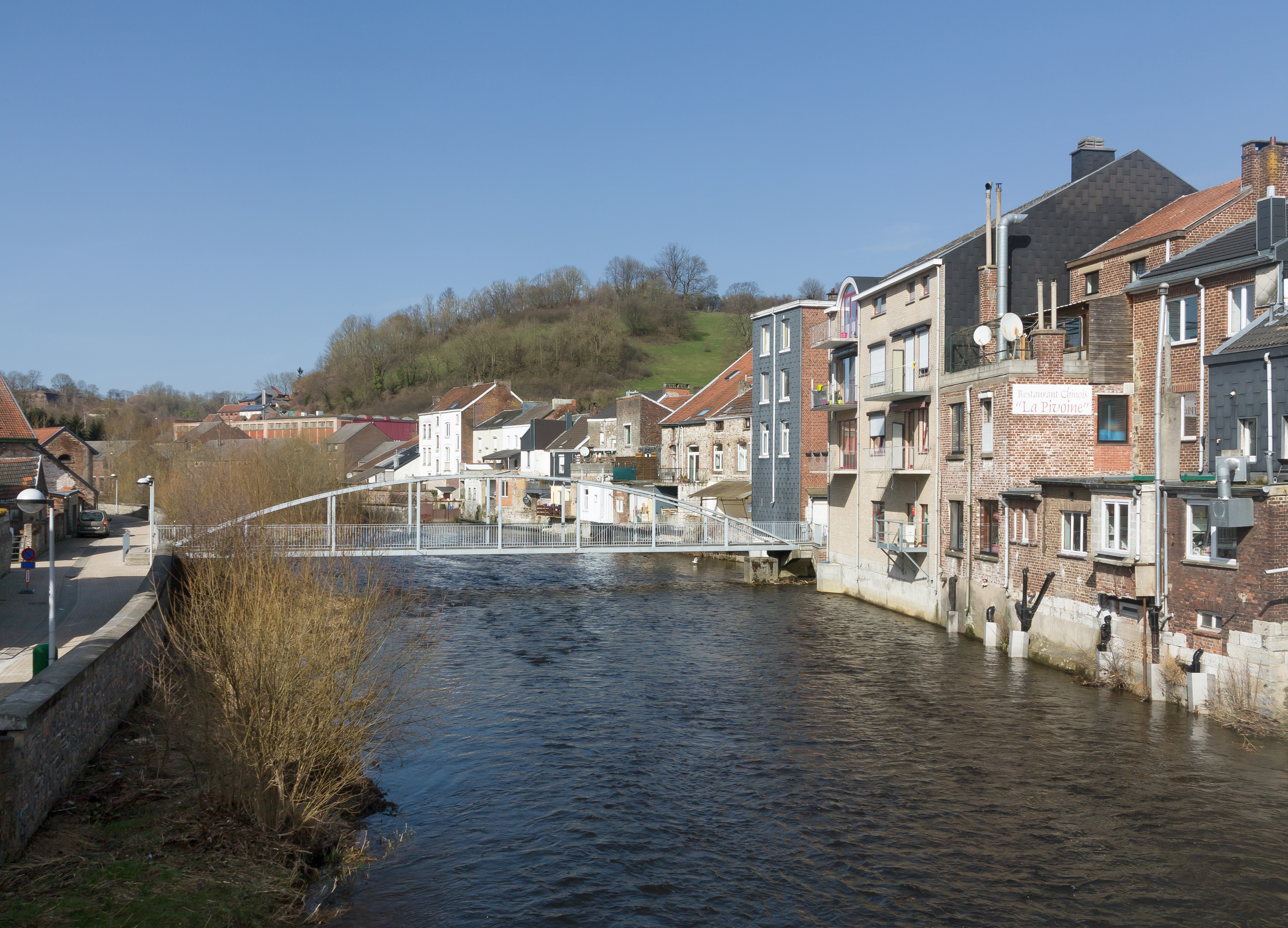
El río Vesdre en Limburgo.

Limburgo está localizada en el punto superior de una colina que a su vez está rodeada por el río Vesdre. Esto era una fuerte ventaja militar en la Edad Media y permitía a la ciudad defenderse contra invasores exteriores. En la Edad Media, la familia gobernante alcanzó el rango de duque y así la población fue la sede del Ducado de Limburgo, que era parte de la región de la Baja Lorena del Sacro Imperio Romano Germánico. Limburgo junto con Brabante pasaron al ducado de Borgoña en 1430 de la mano de Felipe III y después a los Países Bajos de los Habsburgo, durante las revueltas de 1566 se estableció una república protestante en agosto, hasta que fue de nuevo ocupada por las tropas españolas en marzo de 1567, fue conquistada entre 1632-1635 por las Provincias Unidas. Según el Tratado de Munster el ducado de Limburgo permaneció en poder español. Ocupada por los franceses en 1675, fue devuelta a España tres años después, previa destrucción de la fortaleza, mediante los Tratados de Nimega.
Durante la guerra de Sucesión Española, la ciudad es tomada en septiembre de 1703 por fuerzas británicas y republicanas neerlandés lideradas por el Duque de Marlborough. En 1714 la ciudad pasa a formar parte de los Países Bajos Austríacos. El Congreso de Viena entregaría la villa al Reino Unido de los Países Bajos en 1815; en 1830 pasaría a formar parte de Bélgica. 
La parte baja de la población, a lo largo del Vesdre, es llamada Dolhain. 

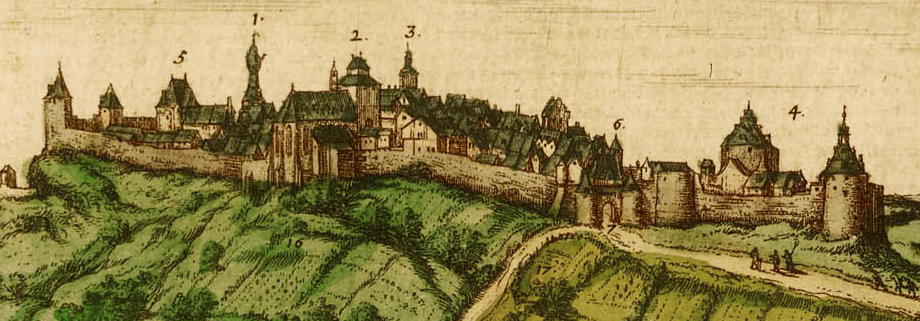
Limburgo hacia 1600.

## Geografía

### Secciones del municipio
El municipio comprende los antiguos municipios, que se fusionaron en 1977:
| - Limbourg - Bilstain - Goé |

### Pueblos y aldeas del municipio
Bellevaux, Béthane, Dolhain, Halloux, Hèvremont, Hoyoux, La Louveterie, La Pierresse, Villers y Wooz.

## Demografía

### Evolución
Todos los datos históricos relativos al actual municipio, el siguiente gráfico refleja su evolución demográfica, incluyendo municipios después de efectuada la fusión el 1 de enero de 1977.
| Gráfica de evolución demográfica de Limbourg entre 1846 y 2019 |
|                                                                |